# Danny Nightingale
Danny Nightingale, född den 21 maj 1954 i Redruth, Storbritannien, är en brittisk idrottare inom modern femkamp.
Han tog OS-guld i lagtävlingen i samband med de olympiska tävlingarna i modern femkamp 1976 i Montréal.